# 127 a.C.
Il 127 a.C. (CXXVII a.C. in numeri romani) è un anno  del II secolo a.C.

## Eventi
- Lucio Cornelio Cinna, Lucio Cassio Longino Ravilla diventano consoli della Repubblica romana.
- L'imperatore cinese Han Wudi emette un decreto; esso sanciva che un feudo alla morte del detentore dovesse essere diviso tra tutti i suoi figli.